# Laubacher Kantorei
Die Laubacher Kantorei war ein Knabenchor der Evangelischen Kirche in Hessen und Nassau (EKHN), der 1949 von Adolf Wieber in Laubach gegründet wurde und 1981 geschlossen wurde.

## Geschichte
Nach Ostern 1949 begann die Chortätigkeit in Räumen des Laubacher Schlosses, die vom Grafen zu Solms-Laubach - mietfrei -als Alumnat zur Verfügung gestellt wurden, mit 14 Sängern, die schon am ersten Sonntag nach der Gründung im Gottesdienst in der Stadtkirche sangen. Das Alumnat wurde Singalumnat genannt. Die Kantoristen besuchten meist die Paul-Gerhardt-Schule, ein Realgymnasium mit Gymnasium, das ebenfalls von der evangelischen Kirche getragen wurde. Daher firmierte der Chor zunächst unter dem etwas sperrigen Namen "Chor des Singalumnats der kirchlichen Paul-Gerhardt-Schule Laubach".
Bis 1950 war der Chor auf 40 Sänger angewachsen. Schon in diesem Jahr wurde neben mehreren Konzerten an Wochenenden in der näheren und weiteren Umgebung die erste längere Konzertreise durchgeführt, die nach Süddeutschland führte. 1951 wurde der Name des Chors in Laubacher Kantorei geändert. Bereits 1954 ging die Konzertreise nach Dänemark und Schweden. Seit 1950 war die Laubacher Kantorei häufig im Rundfunk (v. a. Hessischer Rundfunk) zu hören. 1951 vertrat sie den Dresdner Kreuzchor, dessen Reiseerlaubnis aus der DDR nach Westdeutschland kurzfristig widerrufen worden war, mit großem Erfolg. 1956 nahm der Chor mit Karl Ristenpart drei Schallplatten mit Bachkantaten auf. Neben vielen Konzerten und Konzertreisen mit a-cappella-Chorwerken wurden auch das Weihnachtsoratorium, die Johannespassion und das Magnificat von Johann Sebastian Bach, das "Brahms-Requiem" und Händels "Messias" mit dem Laubacher "Schloßchor" aufgeführt. Bis 1961 war die Zahl der Sänger auf über 60 angewachsen.
Zu Ostern 1961 ging Adolf Wieber in den Ruhestand. Sein Nachfolger wurde Georg Goebel, der 1949 den Lübecker Knabenchor (heute Lübecker Knabenkantorei an St. Marien) gegründet hatte. Gleichzeitig zog der Chor in ein neu gebautes, modernes Alumnatsgebäude am Ramsberg um. Unter der Leitung von Goebel erreichte der Chor seine Maximalgröße 78 Knaben und jungen Männern und ein Niveau, das den Vergleich mit den Traditionschören in Dresden und Leipzig nicht zu scheuen brauchte. 1964 eröffnete die Laubacher Kantorei die Händelfestspiele in Göttingen (Leitung: Günther Weißenborn). In den Jahren 1966 bis 1968 wurden mehrere Schallplatten eingesungen, die von der Firma Cantate veröffentlicht wurden. Ein absoluter Bestseller wurde die "Gnadenbringende Weihnachtszeit" von 1967, die den Knabenchor musikalisch und in der Wahl der Stücke auf höchstem Niveau darstellte. Die alljährlichen Konzertreisen führten u. a. nach Nord- und Süddeutschland, nach Holland, Belgien und in das Elsass. Ab 1963 sang die Kantorei jeweils am zweiten Samstag im Monat in der Frankfurter Dreikönigskirche eine musikalische Vesper, in der Helmut Walcha die orgelmusikalischen Höhepunkte setzte.
Georg Goebel ging 1971 in den Ruhestand und wurde von Hans-Michael Beuerle abgelöst, mit dem die Kantorei das Requiem d-Moll von Anton Bruckner erstmals auf Schallplatte einspielte. Er gab 1972 die Leitung des Chors an Dieter Kurz ab und war später tätig in Karlsruhe und Freiburg. Bis zu seinem Tod 2015 war er künstlerischer Leiter des Freiburger Bachchors. Auf Dieter Kurz folgte Heinz Rudolf Meier, der bis 1979 wirkte und danach die Leitung der Wuppertaler Kurrende übernahm. Mit ihm veröffentlichte die Laubacher Kantorei die Schallplatte Choralmusik aus vier Jahrhunderten. Der letzte Chorleiter der Laubacher Kantorei war Konrad-Jürgen Kleinicke (1979–1981), der in den 1960er Jahren als Referendar den Chor als Hospitant bei Goebel kennenlernte. Er leitete vor, während und nach seiner Chorleiterzeit auch den Wiesbadener Knabenchor, für den er das Notenmaterial des "Knabenchores Laubacher Kantorei" einbrachte.
Aus den Reihen der ehemaligen Kantoristen wurden u. a. Jürg Wieber (Gründer der "Christophorus-Kantorei Altensteig"), Michael Huthmann, Udo Samel, Dietrich Hilsdorf, Uwe Heilmann und Thomas Erich Killinger weithin bekannt.

Die evangelische Kirche Hessen-Nassau schloss das Alumnat und den Chor 1981. Die Gebäude in der Johann-Sebastian-Bach-Straße im sogenannten Musikerviertel im Norden Laubachs (Lage) dienten nachfolgend der Unterbringung von Aussiedlern, seit den 1990er Jahren standen sie leer und entwickelten sich zunehmend zu einem städtebaulichen Problemfall. Im November 2017 beschloss der Gemeinderat einen Bebauungsplan, der es dem seinerzeitigen Eigentümer, einer Immobiliengesellschaft aus Marburg, ermöglicht hätte, den asbestbelasteten Komplex abzureißen und stattdessen mehrere Mehrfamilienhäuser zu errichten. Das Vorhaben scheiterte am massiven Widerstand der Anwohner. Nachdem es zu einem weiteren Eigentümerwechsel gekommen war, beschloss der Gemeinderat 2020 einen erneuten Bebauungsplan, nun mit weniger Neubauten. Hiergegen erhob eine Bürgerinitiative Normenkontrollklage vor dem Hessischen Verwaltungsgerichtshof. Im Sommer 2021 wurde der Komplex abgerissen. [veraltet]

## Diskografie
| Jahr | Titel                                                   | Dirigent             | Inhalt/Mitwirkende | Verlag      | Medium       |
| ---- | ------------------------------------------------------- | -------------------- | --- | ----------- | ------------ |
| 1956 | J.S. Bach: Liebster Jesu, mein Verlangen, BWV 32        | Karl Ristenpart      | Mitw.: Basia Retchitzka (Sopran), Dieter Wolf (Bass), Kammerorchester Saar, Einst.: Adolf Wieber |             | LP           |
| 1956 | J.S. Bach: Gott der Herr ist Sonn und Schild, BWV 79    | Karl Ristenpart      | Mitw.: Ingeborg Reichelt (Sopran) Annelotte Sieber-Ludwig (Alt) Jakob Stämpfli (Bass), Kammerorchester Saar, Einst.: Adolf Wieber |             | LP           |
| 1956 | J.S. Bach: Sehet! Wir gehn hinauf gen Jerusalem BWV 159 | Karl Ristenpart      | Mitw.: Ingeborg Reichelt (Sopran) Annelotte Sieber-Ludwig (Alt), Jakob Stämpfli (Bass), Helmut Winschermann (Oboe solo); Georg-Friedrich Hendel (violin solo), Einst.: Adolf Wieber |             | LP           |
| 1966 | Laubacher Kantorei                                      | Georg Goebel         | H. Schütz: Verleih uns Frieden gnädiglich, J.H. Schein: Ich freue mich im Herren (*), P. Dulichius: Ich hebe meine Augen auf | CANTATE     | Vinyl-Single |
| 1966 | Motetten alter Meister                                  | Georg Goebel         | E. Widmann: Der Herr behüte dich, O. di Lasso: Exaudi deus orationem meam, F. Durante: Miserecordias domini | CANTATE     | Vinyl-Single |
| 1966 | Weihnachtslieder                                        | Georg Goebel         | u. a. Es ist ein Ros entsprungen, In natali domini, Kommet ihr Hirten, Vom Himmel hoch o Englein kommt | CANTATE     | Vinyl-Single |
| 1967 | Halleluja, singt neue Lieder                            | Georg Goebel         | Jan P. Sweelinck: Halleluja, singt neue Lieder, Mein ganzes Herz erhebet sich, Ich schau nach jenen Bergen fern, Mein Gott und Herr | CANTATE     | Vinyl-Single |
| 1969 | GNADENBRINGENDE WEIHNACHTSZEIT                          | Georg Goebel         | 19 Weihnachtslieder (u. a. Stille Nacht, Maria durch ein Dornwald ging u. a.) | CANTATE     | Vinyl-LP     |
| 1972 | ANTON BRUCKNER: REQUIEM d-moll                          | Hans Michael Beuerle | Mitw.: H. Wehrung (Sopran), H. Laurich (Alt), F. Melzer (Tenor), G. Reich (Bass), Instrumental-Ensemble W. Keltsch | CANTATE     | Vinyl-LP     |
| 1977 | CHORALMUSIK AUS VIER JAHRHUNDERTEN                      | Heinz Rudolf Meier   | Mitw.: Laubacher Instrumentalensemble; Gisela Bonhard-Roede (Sopran). Joh. Christoph Bach: Fürchte dich nicht, J. G. Ebeling: 3 Chorsätze zu Liedern von Paul Gerhardt, J. S. Bach: Nun lob mein Seel den Herren, J. N. David: Nun bitten wir den heiligen Geist, W. Hufschmidt: Aus tiefer Not schrei ich, K. Thomas: Erhalt uns Herr, bei deinem Wort, F. Mendelssohn-Bartholdy: Wer nur den lieben Gott lässt walten | Eigenverlag | Vinyl-LP     |

(*) Auch erschienen auf der Vinyl-LP "Thomaskantoren: Musik von J.S. Bach und seinen Vorgängern" (CANTATE)
_______________________________________
Auch: Solisten der Laubacher Kantorei (Burckhard Schmale und Helmut Kunte) auf: Joh. Seb. Bach: Weihnachtliche Musik. Mitw.: E. Power Biggs, Frankfurter Kammerorchester, Ingrid Stieber (Cembalo), Vokalensemble Kassel, Ltg.: Klaus Martin Ziegler (CBS)

## Ehemalige Kantoristen
Heute hält der "Freundeskreis Laubacher Kantorei" (bis 2012: "Freundeskreis ehemaliger Singalumnen") die Erinnerung an diese Zeit wach. Er veranstaltet ein jährliches Treffen ("Alumnatsfest") in Laubach, das neben geselligem Beisammensein traditionell einen chormusikalisch mitgestalteten Festgottesdienst beinhaltet. Namhafte eingeladene Ensembles und Chöre (so auch aus Dresden und Windsbach) gestalten Vesperkonzerte, deren Erlös gespendet wird, z. B. für die Renovierung der Orgel der Stadtkirche in Laubach. Auch unterhält der Freundeskreis eine Webseite und führt das Kantoreiarchiv (Sitz: Stadtverwaltung Laubach), das viele Dokumente, Fotos, Filme und Tonbänder aus Konzertmitschnitten (mittlerweile digitalisiert) enthält. Man veranstaltete auch gemeinsame Reisen an Bach- und Lutherstätten.